# أزمة كساد الأرجنتين العظيم (1998-2002)
كانت أزمة الكساد الأرجنتين العظيم ما بين (عامي 1998-2002) كسادًا اقتصاديًا في الأرجنتين، والذي بدأ في الربع الثالث من (عام 1998) واستمر حتى الربع الثاني من عام (2002). تبعت أزمة الكساد العظيم ما بين (عامي 1974-1990) بعد فترة قصيرة من النمو الاقتصادي السريع.
سببّ الكساد، والذي بدأ بعد الأزمات المالية الروسية والبرازيلية بطالة واسعة النطاق وأعمال شغب وسقوط الحكومة وتخلف عن سداد دين البلاد الأجنبي وارتفاع في استخدام العملات البديلة وانتهاء سعر الصرف الثابت للبيزو بالنسبة للدولار الأميركي. تقلص الاقتصاد بنسبة 28 بالمئة ما بين (عامي 1998 و2002). فيما يخص الإيرادات، كان أكثر من 50 بالمائة من الأرجنتينيين فقراء وكان 25 بالمئة مُعدَمين؛ كان سبعة من كل عشرة أطفال أرجنتينيين فقراء في عمق الأزمة في (عام 2002).
بحلول النصف الأول من (عام 2003)، رغم ذلك، عاد نمو الناتج المحلي الإجمالي، مفاجئًا علماء الاقتصاد ووسائل إعلام الأعمال التجارية، ونمى الاقتصاد بمعدل 9% على مدى خمسة سنوات.
تجاوز الناتج المحلي الإجمالي للأرجنتين مستويات ما قبل الأزمة بحلول (عام 2005)، استأنفت إعادة هيكلة الدين الأرجنتينية التسديد لمعظم السندات المُتخلَّف عن دفعها؛ جعلت إعادة هيكلة دين ثانية في (عام 2010) نسبة السندات التي خارج الحجز 93%، بالرغم من ذلك بقيت الدعوات القضائية المماطلة التي تقودها صناديق الاستثمار الانتهازية مستمرة. جرى الدفع لحملة السندات الذين شاركوا في إعادة الهيكلة في الموعد المحدد وقد شهدوا على ارتفاع قيمة سنداتهم. سددت الأرجنتين قروضها لصندوق النقد الدولي بشكل كامل في (عام 2006)، ولكن كان لديها خلاف طويل مع ال 7% من المتبقين من حملة السندات. خرجت الأرجنتين من الحجز في عام (2016) حين قررت الحكومة الجديدة تسديد ديون البلاد، دافعةً المبلغ الكامل للصناديق الانتهازية/التحوطية.

## الأصول
كانت سنوات الديكتاتورية العسكرية الكثيرة للأرجنتين قد سببت بالفعل مشاكل اقتصادية شديدة قبل أزمة (عام 2001)، بشكل خاص أثناء إجراءات إعادة التنظيم الوطنية المزعومة والتي كانت في السلطة ما بين (عامي 1976-1983). عُيِّن مسؤول من الجناح اليميني وهو خوسيه ألفريدو مارتينيز دي هوز وزيرًا للاقتصاد في بدايات الحكم الدكتاتوري، واعتُمد منهج اقتصادي ليبرالي جديد مُتمحوِر حول مناهضة العمالية والسياسات النقدية للتحرير المالي. ارتفع عجز الميزانية إلى 15% من الناتج المحلي الإجمالي فيما دخلت البلاد بدين نتيجة الاستيلاء على الدولة يفوق 15 مليار دولار أميركي من الديون الخاصة بالإضافة إلى المشاريع غير المنتهية ونفقات الدفاع العالية وحرب جزر الفوكلاندز. بحلول نهاية الحكومة العسكرية (عام 1983)، تضخم الدين الأجنبي من 8 مليارات إلى 45 مليار دولار أميركي وتخطت رسوم الفائدة وحدها فوائض التجارة وانخفض الإنتاج الصناعي بنسبة 20% وخسرت الأجور الفعلية 36% بالمئة من قيمتها الشرائية وكانت البطالة، المحسوبة بنسبة 18% (بالرغم من ادعاء الأرقام الرسمية أنها 5%)، بأعلى مراحلها منذ أزمة الكساد العظيم (لعام 1929).
استُعيدت الديموقراطية (عام 1983) مع انتخاب الرئيس راؤول ألفونسين. رمت الحكومة إلى تحقيق الاستقرار الاقتصادي وطرحت معايير التقشف في (عام 1985) وعملة جديدة هي الأوسترال الأرجنتيني، الأول من نوعه بدون كلمة بيزو في اسمه. كان مطلوبًا من القروض الحديثة خدمة ال 5 مليارات دولار أميركي في رسوم الفائدة السنوية، بالرغم من ذلك، أصبحت الدولة غير قادرة على خدمة الدين مع انهيار أسعار السلع الأساسية في (عام 1986).
أثناء حكم ألفونسين، لم تزداد البطالة بشدة، ولكن سقطت الأجور الفعلية بما يعادل النصف إلى أخفض قيمة لها منذ خمسين عامًا. ازدادت أسعار المرافق العامة التي تديرها الدولة وخدمات الهاتف والغاز بشدة.
انهارت الثقة بالخطة على أي حال في (عام 1978)، وخرج التضخم النقدي، الذي كان معدله بالفعل 10% بالشهر (220% في السنة) ما بين (عامي 1975-1988)، عن السيطرة. وصل التضخم النقدي ل 200% في الشهر في (تموز عام 1989)، وبلغت ذروته 5000% في السنة. استقال ألفونسين في خضم أعمال الشغب قبل خمسة شهور من نهاية ولايته؛ وتولى كارلوس منعم الحكم في تموز/يوليو.

## التسعينات
بعد نوبة ثانية من التضخم المفرط، عُيِّن دومينغو كافالو وزيرًا للاقتصاد في (كانون الثاني عام 1991). ثبت قيمة الأوسترال على 10,000 بالنسبة للدولار الأميركي في 1 نيسان. أصبح من الممكن تحويل الأستورال للدولار في البنوك بلا قيود. كان يجب على البنك المركزي الأرجنتيني إبقاء احتياطات النقد الأجنبي للدولار الأميركي على نفس مستوى النقد المتداول. كان الهدف الأولي من تلك المقاييس هو ضمان قبول العملة المحلية لأنه بعد التضخم المفرط (لعامي 1998 و1990)، بدأ الأرجنتينيون بالمطالبة بالدفع بالدولار الأميركي. عُدِّل هذا النظام لاحقًا عن طريق قانون إمكانية التحويل (Ley de Convertibilidad) الذي أعاد البيزو الأرجنتين كعملة وطنية.
خفض قانون إمكانية التحويل التضخم المالي بشدة، محافظًا على قيمة العملة. رفع هذا قيمة الحياة للكثير من المواطنين، والذين أصبح باستطاعتهم من جديد السفر خارج البلاد، وشراء البضائع المستوردة أو طلب القروض بالدولار بمعدلات فوائد تقليدية. خفض سعر الصرف الثابت تكلفة الواردات، والذي سبب هروب الدولار من البلاد وخسارة هائلة في البنية التحتية الصناعية والبطالة في مجال الصناعة.
ما زال لدى الأرجنتين على الرغم من ذلك دين عام خارجي كانت بحاجة لسداده. بقيت مصاريف الحكومة عالية جدًا، وكان الفساد متفشيًا. كبر دين الأرجنتين العام بصورة هائلة أثناء التسعينات بدون أن يظهر أنه كان بإمكانه خدمة الدين. تابع صندوق النقد الدولي إدانة الأرجنتين وإطالة جداول الدفع خاصتها.
ساهمت عمليات التهرب من الدفع وغسل الأموال الكثيرة بتحرك التمويل إلى البنوك الخارجية. حيث بدأت لجنة تابعة للبرلمان التحقيقات في (عام 2001) بشأن الاتهامات أن حاكم البنك المركزي بيدرو بو، وهو مناصر بارز للتحول للتعامل بالدولار، وأعضاء من مجلس الإدارة قاموا بالتغاضي عن عمليات غسل أموال داخل النظام المالي الأرجنتيني. اتُّهمت كليرستريم بأنه كان لها دور رئيسي في العملية.
واجهت دول أمريكية لاتينية أخرى منها البرازيل والمكسيك (كلتاهما شريكتان تجاريتان مهمتان للأرجنتين) أزمات اقتصادية خاصة بهم. مؤديةً إلى فقدان الثقة باقتصاد المنطقة. توقف تدفق العملة الأجنبية الناتج عن خصخصة شركات البلاد. بعد (عام 1999) تضررت صادرات الأرجنتين نتيجةً لانخفاض قيمة الريال البرازيلي مقابل الدولار. أَضعفت إعادة تقييم دولية كبيرة للدولار البيزو بالنسبة إلى شركاء الأرجنتين التجاريين بشكل مباشر: البرازيل (30% من التدفق التجاري الكلي) ومنطقة اليورو (23% من التدفق التجاري الكلي).
بعد نموه بنسبة 50% ما بين عامي (1990 و1998)، تراجع الناتج المحلي الإجمالي بنسبة 3% في عام 1999 ودخلت البلاد فيما أصبح ركودًا لثلاث سنوات. انتُخب الرئيس فيرناندو دي لا روا (عام 1999) في برنامج إصلاحي الذي سعى إلى المحافظة على تكافؤ البيزو والدولار بالرغم من ذلك. ورث بلادًا ذات نسبة بطالة عالية (15%) وركود اقتصادي طويل الأمد ومستويات عالية مستمرة من الاقتراض. في (عام 1999)، أصبح الاستقرار الاقتصادي ركودًا اقتصاديًا (وحتى انكماش في بعض الأحيان)، ولم تفعل الإجراءات الاقتصادية المأخوذة شيئًا لتلافي الوضع. تابعت الحكومة السياسات الاقتصادية الخاصة بسلفها. اعتُبِرَ تقليل قيمة البيزو عن طريق التخلي عن تحديد سعر الصرف انتحارًا سياسيًا ووصفة لكارثة اقتصادية. بحلول نهاية القرن، ظهرت العملات التكاملية.
بينما أصدرت مقاطعات الأرجنتين العملة التكاملية بصورة ثابتة على شكل سندات ومشاريع موازنة لتدبر نقص الأموال، بلغ نطاق تلك الاقتراضات مستويات لا مثيل لها أثناء تلك الفترة. أصبح اسمها «quasi-currencies» أي شبه العملة، كان أقواها الباتاكون الخاص ببوينوس آيريس. أصدرت الحكومة الوطنية شبه العملة الخاصة بها، (the LECOP).
في مقابلة في (عام 2001)، حدد الصحفي بيتر كاتيل العوامل الثلاث التي لاقت «أسوأ وقت على الإطلاق» الذي جعل اقتصاد الأرجنتين ينهار:
1. سعرا الصرف الثابت بين البيزو الأرجنتيني والدولار الأميركي[22] الذي قرره كافالو.
2. كميات القروض الكبيرة من قبل مينيم.
3. زيادة في الديون نتيجة تقليل عائدات الضرائب.[23]